# Wahlkreis Marzahn-Hellersdorf 2
Der Wahlkreis Marzahn-Hellersdorf 2 ist ein Abgeordnetenhauswahlkreis in Berlin. Er gehört zum Wahlkreisverband Marzahn-Hellersdorf und umfasst seit der Abgeordnetenhauswahl 2006 die Gebiete Gewerbegebiet, Marzahner Promenade und Allee der Kosmonauten.

## Abgeordnetenhauswahl 2023
Bei der Wahl zum Abgeordnetenhaus von Berlin 2023 traten folgende Kandidaten an:
| Name                              | Partei           | Anteil der Erststimmen | Anteil der Zweitstimmen |
| --------------------------------- | ---------------- | ---------------------- | ----------------------- |
| Olga Gauks                        | CDU              | 25,5 %                 | 26,9 %                  |
| Anneliese Dummer                  | AfD              | 20,9 %                 | 20,4 %                  |
| Manuela Schmidt                   | Die Linke        | 20,2 %                 | 17,5 %                  |
| Iris Spranger                     | SPD              | 19,0 %                 | 18,1 %                  |
| Harald Zentner                    | Tierschutzpartei | 04,4 %                 | 03,3 %                  |
| Julia Scharf                      | Grüne            | 04,1 %                 | 04,1 %                  |
| Kevin Weis                        | FDP              | 02,8 %                 | 02,5 %                  |
| Julia Gabert                      | Die PARTEI       | 01,7 %                 | 01,1 %                  |
| Frank Mann                        | dieBasis         | 01,0 %                 | 00,5 %                  |
| Lars Niendorf                     | NPD              | 00,4 %                 | 00,4 %                  |
| –                                 | Sonstige         | –                      | 05,2 %                  |
| Wahlberechtigte: 33.100 Einwohner |                  |                        |                         |
| Wahlbeteiligung: 52,4 %           |                  |                        |                         |

## Abgeordnetenhauswahl 2021
Bei der Wahl zum Abgeordnetenhaus von Berlin 2021 traten folgende Kandidaten an:
| Name                              | Partei           | Anteil der Erststimmen | Anteil der Zweitstimmen |
| --------------------------------- | ---------------- | ---------------------- | ----------------------- |
| Manuela Schmidt                   | Die Linke        | 24,0 %                 | 20,9 %                  |
| Iris Spranger                     | SPD              | 23,4 %                 | 23,1 %                  |
| Anneliese Dummer                  | AfD              | 17,6 %                 | 17,2 %                  |
| Olga Gauks                        | CDU              | 14,9 %                 | 15,6 %                  |
| Julia Scharf                      | Grüne            | 05,6 %                 | 05,5 %                  |
| Kevin Weis                        | FDP              | 05,1 %                 | 04,7 %                  |
| Harald Zentner                    | Tierschutzpartei | 04,8 %                 | 03,3 %                  |
| Julia Gabert                      | Die PARTEI       | 02,4 %                 | 01,4 %                  |
| Frank Mann                        | dieBasis         | 01,8 %                 | 00,9 %                  |
| Lars Niendorf                     | NPD              | 00,4 %                 | 00,4 %                  |
| –                                 | Die Grauen       | –                      | 01,2 %                  |
| –                                 | Graue Panther    | –                      | 01,0 %                  |
| –                                 | Sonstige         | –                      | 04,8 %                  |
| Wahlberechtigte: 33.035 Einwohner |                  |                        |                         |
| Wahlbeteiligung: 66,1 %           |                  |                        |                         |

## Abgeordnetenhauswahl 2016
Bei der Wahl zum Abgeordnetenhaus von Berlin 2016 traten folgende Kandidaten an:
| Name                              | Partei           | Anteil der Erststimmen | Anteil der Zweitstimmen |
| --------------------------------- | ---------------- | ---------------------- | ----------------------- |
| Manuela Schmidt                   | Die Linke        | 31,8 %                 | 27,9 %                  |
| Daniel Birkefeld                  | AfD              | 25,3 %                 | 24,7 %                  |
| Ulrich Brettin                    | SPD              | 20,8 %                 | 18,4 %                  |
| Sergej Henke                      | CDU              | 10,8 %                 | 11,0 %                  |
| Hans-Joachim Selle                | Grüne            | 04,2 %                 | 03,6 %                  |
| Marco Kirchhof                    | FDP              | 02,9 %                 | 02,5 %                  |
| Enrico Stubbe                     | ProD             | 02,5 %                 | 02,0 %                  |
| Nadine Leonhardt                  | NPD              | 01,7 %                 | 01,7 %                  |
| –                                 | Graue Panther    | 0–                     | 02,1 %                  |
| –                                 | Tierschutzpartei | 0–                     | 01,9 %                  |
| –                                 | Piraten          | 0–                     | 01,3 %                  |
| –                                 | Die PARTEI       | 0–                     | 01,0 %                  |
| –                                 | Sonstige         | 0–                     | 01,9 %                  |
| Wahlberechtigte: 34.545 Einwohner |                  |                        |                         |
| Wahlbeteiligung: 58,9 %           |                  |                        |                         |

## Abgeordnetenhauswahl 2011
Bei der Wahl zum Abgeordnetenhaus von Berlin 2011 traten folgende Kandidaten an:
| Name                               | Partei           | Anteil der Erststimmen | Anteil der Zweitstimmen |
| ---------------------------------- | ---------------- | ---------------------- | ----------------------- |
| Manuela Schmidt                    | Die Linke        | 34,9 %                 | 32,7 %                  |
| Ulrich Brettin                     | SPD              | 30,7 %                 | 30,7 %                  |
| Dirk Altenburg                     | CDU              | 11,7 %                 | 11,8 %                  |
| Steven Kelz                        | Piraten          | 08,5 %                 | 07,9 %                  |
| Bernadette Kern                    | Grüne            | 04,6 %                 | 04,5 %                  |
| ?                                  | NPD              | 04,1 %                 | 04,1 %                  |
| ?                                  | pro Deutschland  | 02,9 %                 | 02,5 %                  |
| ?                                  | Die Freiheit     | 01,4 %                 | 01,1 %                  |
| ?                                  | FDP              | 01,2 %                 | 01,0 %                  |
| –                                  | Tierschutzpartei | 0–                     | 01,9 %                  |
| –                                  | Sonstige         | 0–                     | 01,8 %                  |
| Wahlberechtigte: 35.311 Einwohner< |                  |                        |                         |
| Wahlbeteiligung: 50,4 %            |                  |                        |                         |

## Abgeordnetenhauswahl 2006
Bei der Wahl zum Abgeordnetenhaus von Berlin 2006 traten folgende Kandidaten an:
| Name                               | Partei    | Anteil der Erststimmen |
| ---------------------------------- | --------- | ---------------------- |
| Margrit Barth                      | Die Linke | 40,6 %                 |
| Günther Krug                       | SPD       | 28,1 %                 |
| Dirk Altenburg                     | CDU       | 11,3 %                 |
| Matthias Wichmann                  | NPD       | 08,0 %                 |
| Reiner Waldukat                    | WASG      | 05,2 %                 |
| Cornelia Raschke                   | Grüne     | 03,5 %                 |
| Jessica Höhn                       | DAP       | 02,0 %                 |
| Ulrike Lillge                      | BüSo      | 01,2 %                 |
| Wahlberechtigte: 35.872 Einwohner< |           |                        |
| Wahlbeteiligung: 48,0 %<           |           |                        |

## Abgeordnetenhauswahl 2001
Der Wahlkreis Marzahn-Hellersdorf 2 umfasste zur Abgeordnetenhauswahl am 21. Oktober 2001 die Gebiete Schleusinger Straße, Ahrensfelder Berg und Raoul-Wallenberg-Straße. Es traten folgende Kandidaten an:
| Name                              | Partei | Anteil der Erststimmen |
| --------------------------------- | ------ | ---------------------- |
| Margrit Barth                     | PDS    | 52,7 %                 |
| Günther Krug                      | SPD    | 25,0 %                 |
| Wolfgang Kasella                  | CDU    | 14,2 %                 |
| Horst Bunk                        | FDP    | 05,6 %                 |
| Cornelia Raschke                  | Grüne  | 02,5 %                 |
| Wahlberechtigte: 25.560 Einwohner |        |                        |
| Wahlbeteiligung: 57,1 %           |        |                        |

## Abgeordnetenhauswahl 1999
Der Wahlkreis Marzahn 2 umfasste zur Abgeordnetenhauswahl am 10. Oktober 1999 die Gebiete Schleusinger Straße, Ahrensfelder Berg und Raoul-Wallenberg-Straße. Es traten folgende Kandidaten an:
| Name                              | Partei | Anteil der Erststimmen |
| --------------------------------- | ------ | ---------------------- |
| Margrit Barth                     | PDS    | 47,7 %                 |
| Norbert Eyck                      | CDU    | 27,0 %                 |
| Ralf Borckert                     | SPD    | 16,1 %                 |
| Olaf Rode                         | NPD    | 05,5 %                 |
| Ernst-Michael Kanow               | Grüne  | 02,4 %                 |
| Erik Schmidt                      | FDP    | 01,2 %                 |
| Wahlberechtigte: 26.696 Einwohner |        |                        |
| Wahlbeteiligung: 58,1 %           |        |                        |

## Abgeordnetenhauswahl 1995
Die Bezirke Marzahn und Hellersdorf hatten vor ihrer Fusion im Jahr 2001 bei der Abgeordnetenhauswahl am 22. Oktober 1995 insgesamt neun Wahlkreise. Ein direkter Vergleich ist daher nicht möglich.

## Bisherige Abgeordnete
Direkt gewählte Abgeordnete des Wahlkreises Marzahn-Hellersdorf 2 (bis 1999: Marzahn 2):
| Jahr | Name            | Partei    | Anteil der Erststimmen |
| ---- | --------------- | --------- | ---------------------- |
| 2023 | Olga Gauks      | CDU       | 25,5 %                 |
| 2021 | Manuela Schmidt | Die Linke | 24,1 %                 |
| 2016 | Manuela Schmidt | Die Linke | 31,8 %                 |
| 2011 | Manuela Schmidt | Die Linke | 34,9 %                 |
| 2006 | Margrit Barth   | Die Linke | 40,6 %                 |
| 2001 | Margrit Barth   | PDS       | 52,7 %                 |
| 1999 | Margrit Barth   | PDS       | 47,7 %                 |